# Мельниченко, Григорий Григорьевич
Григорий Григорьевич Мельниченко (25 сентября 1907, Краснодарский край — 26 октября 1994, Ярославль) — советский и российский лингвист, доктор филологических наук, профессор кафедры русского языка ЯГПУ.

## Биография
Родился 25 сентября 1907 в станице Абинской Краснодарского края в семье крестьянина-бедняка. По национальности — украинец. В 1926 г. поступил в Краснодарский педагогический институт на литературно-лингвистическое отделение, по окончании которого год работал учителем в школе колхозной молодёжи (станица Ново-Минская Краснодарского края). В 1931 г. поступил в аспирантуру Краснодарского пединститута. С 1934 по 1937 г. Мельниченко — доцент Удмуртского пединститута. С сентября 1937 г. по 1994 г., до последних дней своей жизни, Г. Г. Мельниченко работал в Ярославском педагогическом институте на кафедре русского языка, которую возглавлял с 1949 по 1982 г. В 1939 г. в Ленинградском педагогическом институте им. А. И. Герцена он защитил кандидатскую диссертацию на тему «Стилистические функции полногласных и неполногласных форм в языке А. С. Пушкина» (научный руководитель — Л. В. Щерба). Учёная степень доктора филологических наук присуждена в 1978 г.
Мельниченко является основоположником ярославской диалектологической школы. С 1940 г. под его руководством началась систематическая работа по изучению говоров Ярославской области, интенсивный сбор материала для «Ярославского областного словаря» (ЯОС), проводятся регулярные диалектологические экспедиции в разные районы Ярославской области. При Ярославском пединституте был открыт Межобластной диалектологический кабинет, который в 40-50-е гг. вел активную работу по собиранию сведений для создававшегося «Диалектологического атласа русского языка», а позднее — для «Общеславянского лингвистического атласа».
После смерти учёного в 1995 г. на базе диалектологического кабинета на факультете русской филологии и культуры ЯГПУ им. К. Д. Ушинского был создан Региональный центр лингвистических исследований имени проф. Г. Г. Мельниченко. Основным направлением научно-исследовательской работы Центра было и остается изучение словарного состава говоров Ярославской области и составление региональных словарей. В 2015 г. увидело свет новое лексикографическое издание в двух томах «Ярославский областной словарь: Дополнения» (под ред. Т. К. Ховриной). Авторский коллектив ЯОС продолжает дело своего учителя.

## Признание
Всю свою жизнь Г. Г. Мельниченко посвятил разработке теоретических и практических вопросов русской региональной лексикографии. Им были разработаны программы собирания материалов для изучения словарного состава местных говоров, написан основополагающий труд «О принципах составления областных словарей» (1957 г.), к которому неизменно обращаются современные диалектологи, большой ряд работ по диалектной лексикологии и лексикографии. Непосредственным предшественником ЯОС явился созданный Г. Г. Мельниченко «Краткий ярославский областной словарь»(1961 г.), объединивший ярославские лексические материалы ранее составленных словарей (1820—1956 гг.). В 1978 г. Г. Г. Мельниченко была присвоена ученая степень доктора филологических наук. С этого времени началась подготовка к изданию «Ярославского областного словаря» и составление «Хрестоматии по русской диалектологии» (1985 г.). «Ярославский областной словарь» — фундаментальный труд преподавателей кафедры русского языка, осуществленный под научным руководством проф. Г. Г. Мельниченко, был издан в 10 выпусках в 1981—1991 гг. ЯОС содержит около 32 тысяч диалектных слов, которые не входят в состав литературного языка, а известны лишь в местных говорах. ЯОС — сокровищница ценных сведений об уходящей в прошлое материальной и духовной культуре жителей Ярославского края. В русской диалектной лексикографии ЯОС занял почетное место как памятник народного языка XIX—XX вв.
Многолетний труд, плодотворная педагогическая деятельность Г. Г. Мельниченко были отмечены многими наградами: орденом «Знак Почета», (1953 г.), медалями «За доблестный труд в Великой Отечественной войне 1941—1945 гг.», «За доблестный труд. В ознаменование 100-летия со дня рождения В. И. Ленина» (1970). Имел звание"Отличник народного просвещения РСФСР" (1957), «Отличник народного просвещения СССР» (1970). За «Ярославский областной словарь» был удостоен звания лауреата премии губернатора Ярославской области в сфере науки и техники (2003).

## Семья
Отец: Мельниченко Григорий Митрофанович (1875—1941) — последние 8 лет жизни оставался совершенно слепым.
Мать: Мельниченко Наталья Романовна (1879—1963) — после смерти мужа и сына переехала в Ярославль и 21 год прожила в семье Г. Г. Мельниченко.
Брат: Мельниченко Василий Григорьевич (19??—1942) — погиб на фронте.
Сестра: Мельниченко Александра Григорьевна (1905—1928).
Жена: Сонкина Ада Семёновна.